# マエガミジカ
マエガミジカ（Elaphodus cephalophus）は哺乳綱鯨偶蹄目シカ科の1種。本種だけでマエガミジカ属を形成し、ホエジカ属と近縁である。
中国中央部からミャンマー北部にかけて生息する。
角は小さく、頭頂部の黒い毛房と、オスの長い犬歯が特徴。体高50-70cm 、体重17-30kgほど。

## 亜種
4亜種が記載されているが、1亜種については議論がある。
- E. c. cephalophus – 最大亜種。毛は灰色。中国南西部、ミャンマー北東部に生息。
- E. c. michianus – 口吻が比較的狭い。中国南東部に生息。
- E. c. ichangensis – 口吻が比較的広い。毛は灰褐色。中国中部に生息[4]。
- E. c. forciensus – 独立した亜種として存在するか疑わしい。分布は不明[1]。